# Arne Sigurdsson
Arne Sigurdsson (... – Bergen, 1314) è stato un vescovo cattolico norvegese, vescovo di Bergen tra il 1304 e il 1314.

## Biografia
Apparteneva a una famiglia agiata, con connessioni importanti nella Chiesa cattolica in Norvegia: il fratello Audfinn Sigurdsson sarebbe diventato vescovo come lui, mentre altri parenti erano il vescovo Tord di Garðar e il canonico Haakon Toresson. Arne poté godere di un'ottima educazione nel regno di Francia, e nel corso della propria vita accumulò una notevole collezione di manoscritti.
Nel 1292 era canonico della cattedrale di Bergen, e il 14 dicembre 1304 venne eletto nuovo vescovo di Bergen alla morte del predecessore Narve. Un anno più tardi fu consacrato alla presenza di re Haakon V di Norvegia, della moglie Eufemia di Rugia e della regina vedova Isabella Bruce. Nel corso del decennio successivo Arne amministrò con efficienza e decisione la diocesi, gestione testimoniata dalla grande quantità di lettere redatte e ricevute dal vescovo tuttora conservate negli archivi ecclesiastici di Bergen.
La personalità forte del vescovo lo portò in scontro sia con gli altri ecclesiastici norvegesi come l'arcivescovo di Nidaros Eiliv Arnesson, sia con la corte reale. Spesso Arne si rifiutò di collaborare con Eiliv, ad esempio tentando di influenzare la nomina dei nuovi vescovi delle Fær Øer e rifiutandosi di finanziare l'arcivescovo quando egli dovette intraprendere un viaggio a Roma per ritirare il proprio pallio. A livello disciplinare fu un fervente sostenitore del celibato ecclesiastico, allora non particolarmente diffuso nella Chiesa norvegese, così come dell'autorità della Chiesa sulla società norrena, centralizzando la propria diocesi e imponendo una capillare riscossione delle decime.
Morì nel 1314 e gli succedette nel vescovado il fratello Audfinn Sigurdsson.